# Eurytetranychus buxi
Eurytetranychus buxi är en spindeldjursart som först beskrevs av Garman 1935.  Eurytetranychus buxi ingår i släktet Eurytetranychus och familjen Tetranychidae. Inga underarter finns listade i Catalogue of Life.